# Ramschwag (Adelsgeschlecht)

Stammwappen derer von Ramschwag

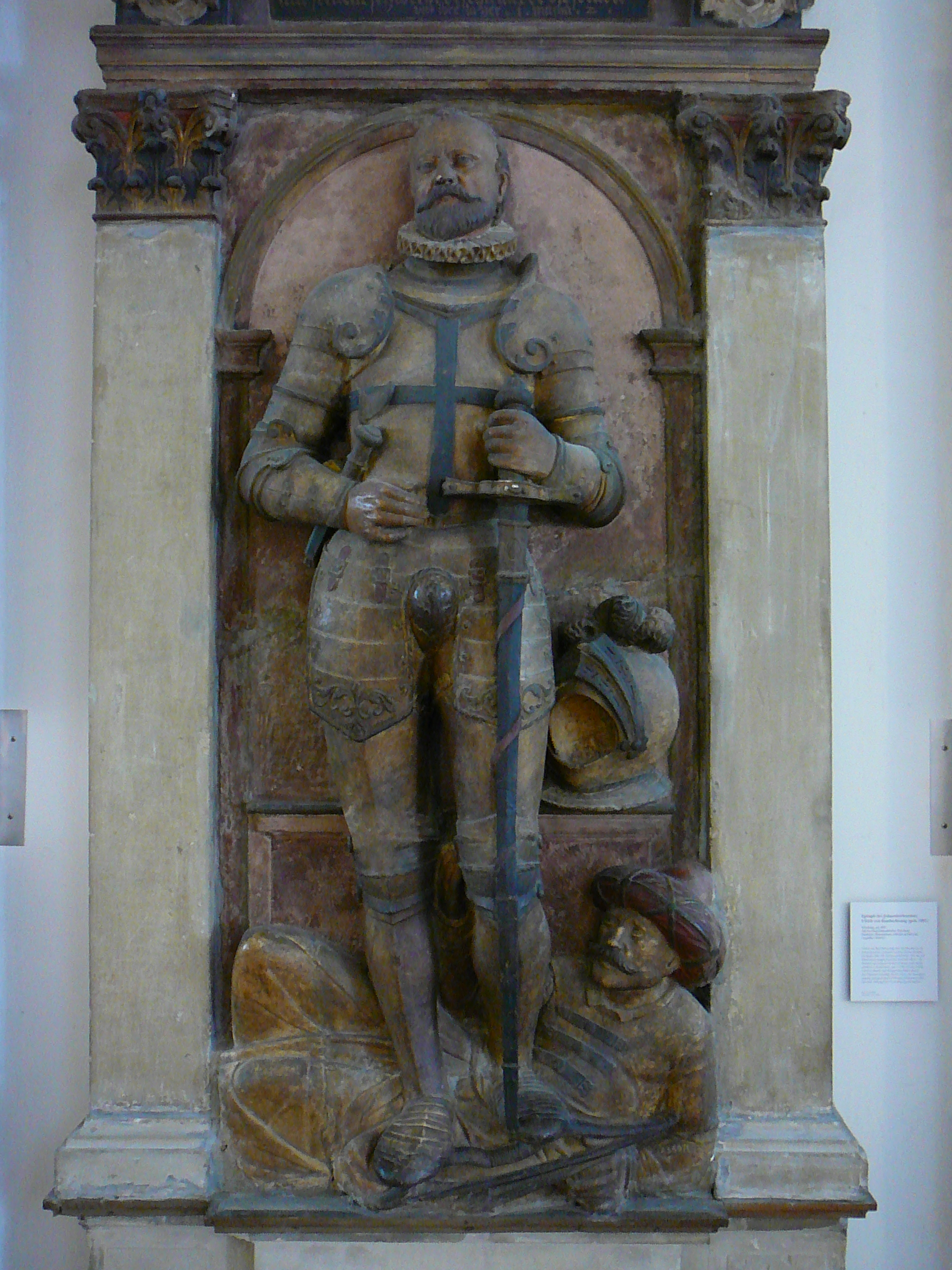
Epitaph des Johanniterritters Ulrich von Rambschwang, der an der Belagerung von Malta teilnahm, als Sieger über die Türken Bayerisches Nationalmuseum, München

Die Herren von Ramschwag (oder Ramswag) waren ein Adels- und Rittergeschlecht aus dem Kanton St. Gallen.

## Geschichte
Die Herren von Ramschwag standen vom 12. bis ins 19. Jahrhundert im Dienste des Abtes von St. Gallen und der Habsburger. Das Geschlecht erscheint urkundlich erstmals 1265 mit dem Ministerialen Ulrich von Ramschwag, die sichere Stammreihe beginnt mit dem 1388 gestorbenen Eberhard von und zu Ramschwag. Der Kernbesitz der Familie lag in der Umgebung ihrer Burg Alt-Ramschwag (Gemeinde Häggenschwil).
In den Erinnerungen der Habsburger bleibt der Name «Ramschwag» mit Dankbarkeit verbunden, war es doch einer von ihnen, Heinrich Walter von Ramschwag, der 1278 Rudolf von Habsburg, dem Ahnherr der Habsburger-Dynastie, in der Schlacht auf dem Marchfeld gegen den Böhmenkönig Ottokar, das Leben rettete. Als Dank erhielten die Ramschwager den Reichshof Kriessern (mit der Burg Blatten), zu dem auch die Gemeinde Mäder gehörte, sowie andere Güter und Rechte, etwa den Zoll zu Lindau.
Mit dem Tod von König Rudolf verlor die Familie ihre führende Stellung in St. Gallen und verlagerte sich in den süddeutschen Raum, wo Heinrich Walther und sein Bruder Burkhard Dietrich ab den späten 1280er Jahren im Auftrag des Königs gemeinsam Reichsvögte zu Augsburg waren. Ihr jüngerer Bruder Konrad gelangte über seine Ehefrau in den Besitz der Burg Kemnat bei Kaufbeuren (Bayern), die seinen Nachkommen bis 1373 verblieb.
Ab dem 15. Jahrhundert verschob sich die Familie zunehmend in den Vorarlberger Raum. Ihr Handlungszentrum war bis ins frühe 18. Jahrhundert die Burg Gutenberg bei Balzers.
Als letzter männlicher Vertreter der Familie starb Maximilian Christoph von Ramschwag, ein württembergischer Hauptmann, im Jahr 1854 in Stuttgart.

## Wappen

Historische Wappenbilder
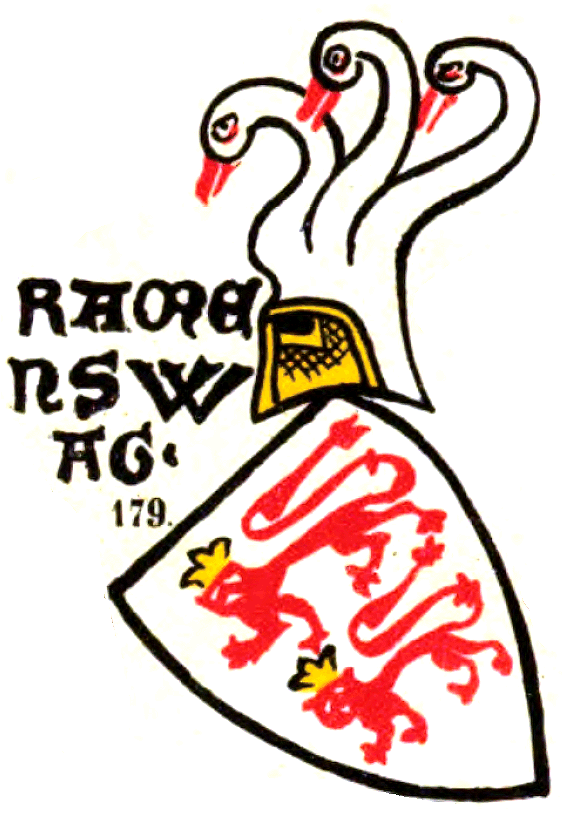
Wappen der «Ramenswag» in der Zürcher Wappenrolle, um 1340
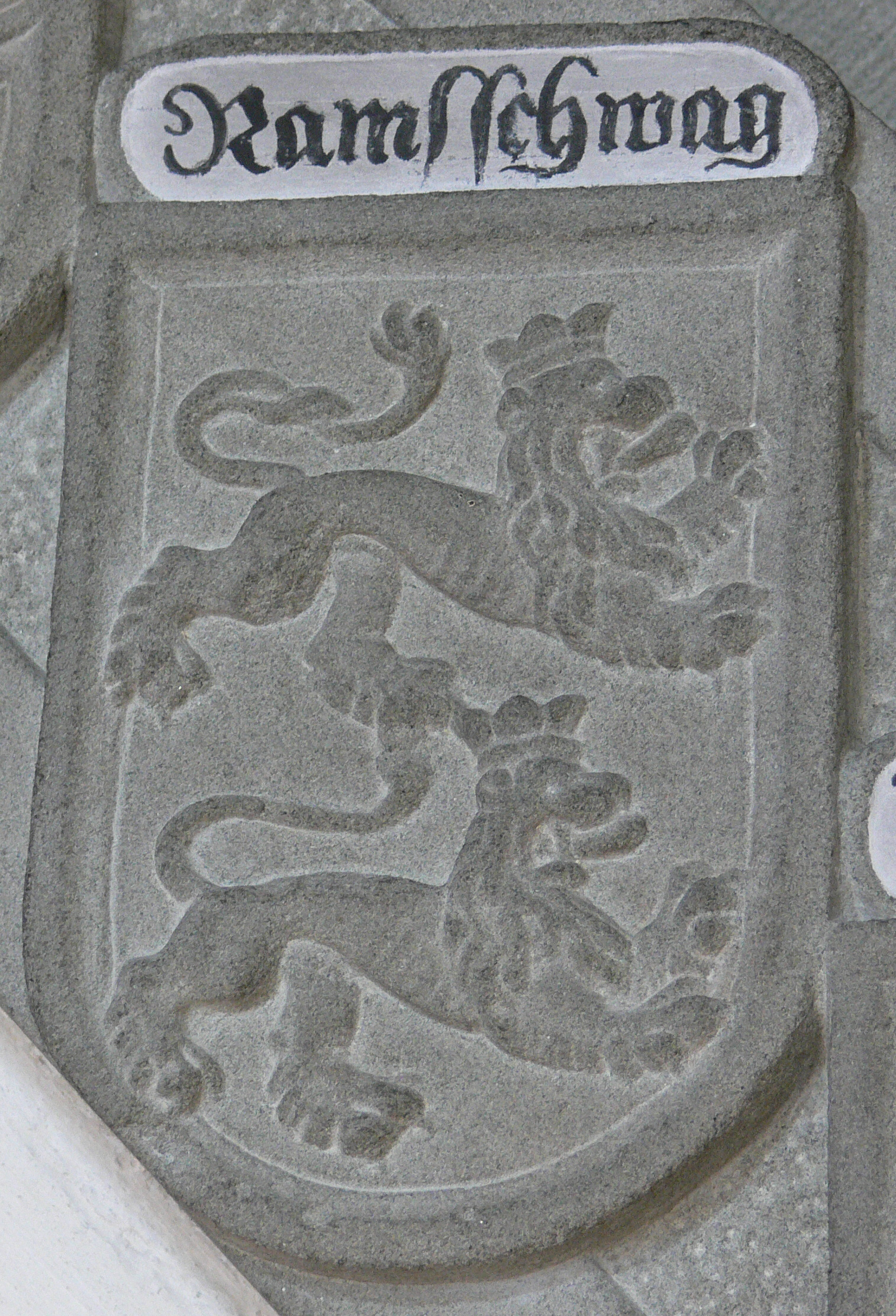
Wappen der Herren von Ramsschwag am Epitaph des Joachim von Sirgenstein († 1588) in der Pfarrkirche Amtzell

Das Wappen zeigt in Silber zwei nach rechts schreitende, rotbewehrte und rotgezungte golden gekrönte (leopardierte) rote Löwen. Auf dem Helm mit rot-silbernen Decken wachsend drei silberne Schwanenhälse hintereinander. Andere Darstellungen zeigen die Wappentiere herschauend als goldgekrönte Leoparden.
Das Wappen der Ramschwag ist noch heute in Gemeindewappen erhalten, so zum Beispiel in Nenzing oder in Häggenschwil.

## Personen
- Ritter Ulrich von Ramschwag, Oberriet (1277)

- Konrad von Ramschwag
- Heinrich Walter von Ramschwag, Nenzing (1278)

- Ulrich von Ramschwag, Balzers (1265–1291)

- Edle von Ramschwag (Äbtissin des Damenstiftes zu Magdenau)
- Eberhard von Ramschwag

- Walter Heinrich von Ramschwag, Feldkirch (1406) und Oberriet (1419, 1458)
- Ulrich von Ramschwag, Oberriet (1458)

- Burkhardt von Ramschwag (1419)
- Elisabeth von Ramschwag († 1578)
- Franz Ferdinand Ramschwag (Wappengrabstein bei der Friedhofskirche Hll. Peter und Paul, in Feldkirch; † 1716)
- Franz Christian Joseph von Ramschwag (1689–1768)
- Maximilian Christoph von Ramschwag († 1854)

## Burgen

### Burg Alt-Ramschwag in Häggenschwil

Ruine Alt-Ramschwag in Häggenschwil
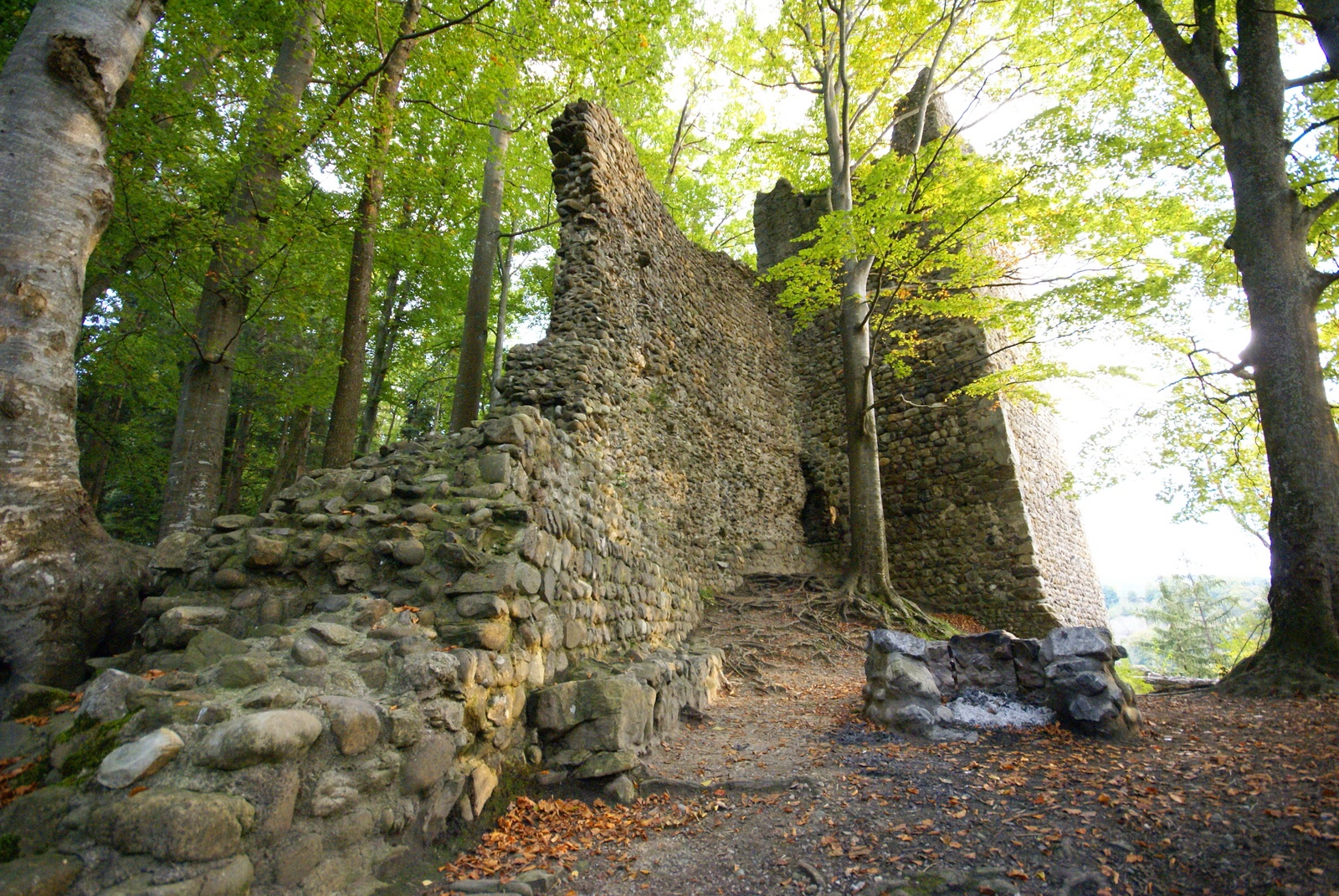
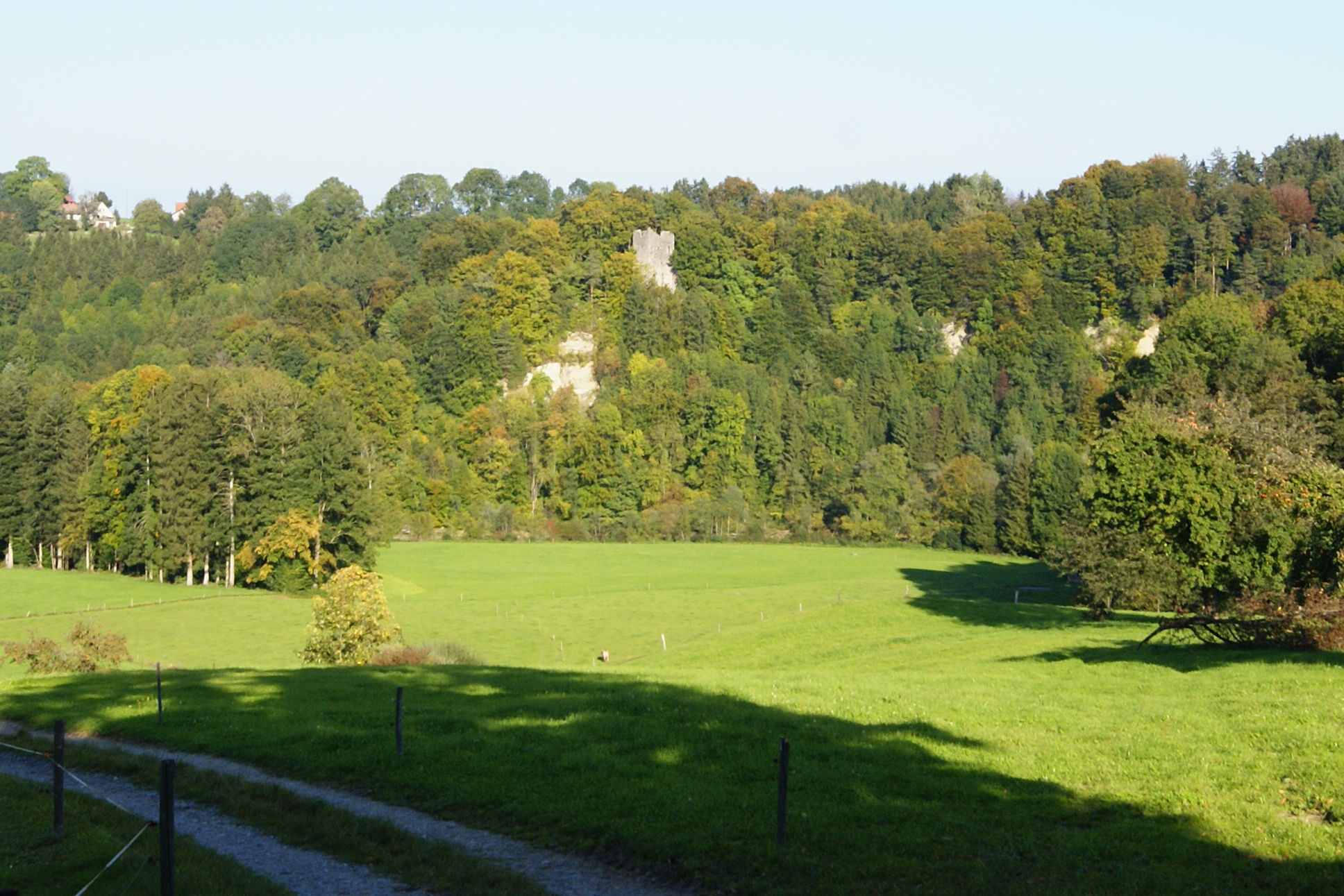

Von der kurz nach 1200 erbauten Stammburg der Herren von Ramschwag in ist heute nur noch die Ruine mit Turmresten, Wohn- und Wirtschaftsbauten und einer Ringmauer mit Toranlage erhalten. Der Standort der Burgruine wurde sorgfältig ausgewählt: Im Norden und Westen ist sie durch den Bachtobel und die Sitter, im Osten durch drei Gräben geschützt.
Später gelangte die Burg Alt-Ramschwag durch Heirat an Rudolf von Rosenberg, welcher die Burg im Jahre 1427 schliesslich an Ulrich und Burkard von Helmsdorf verkaufte. Die Anlage blieb jedoch nur bis 1490 in deren Besitz: Damals wurde die Ramschwag verlassen, da der südliche Teil der Festung in die Sitter hinunter stürzte. Der Bauer Hans Rudolf Koller wurde neuer und letzter privater Besitzer der Ruine und entfernte alles Holzwerk zum Verkauf.
Bereits im Jahre 1932 wurde Ramschwag durch den Schweizerischen Burgenverein gesichert.

### Burg Neu-Ramschwag in Häggenschwil (Rabenstein)
Die leicht zugängliche Burganlage Neu-Ramschwag (auch Rabenstein genannt) an der Sitter wurde im Laufe der Zeit abgetragen und für Bauten verwendet, wie für die Kirche in Häggenschwil.

### Burg Ramschwag («Welsch-Ramschwag») in Nenzing

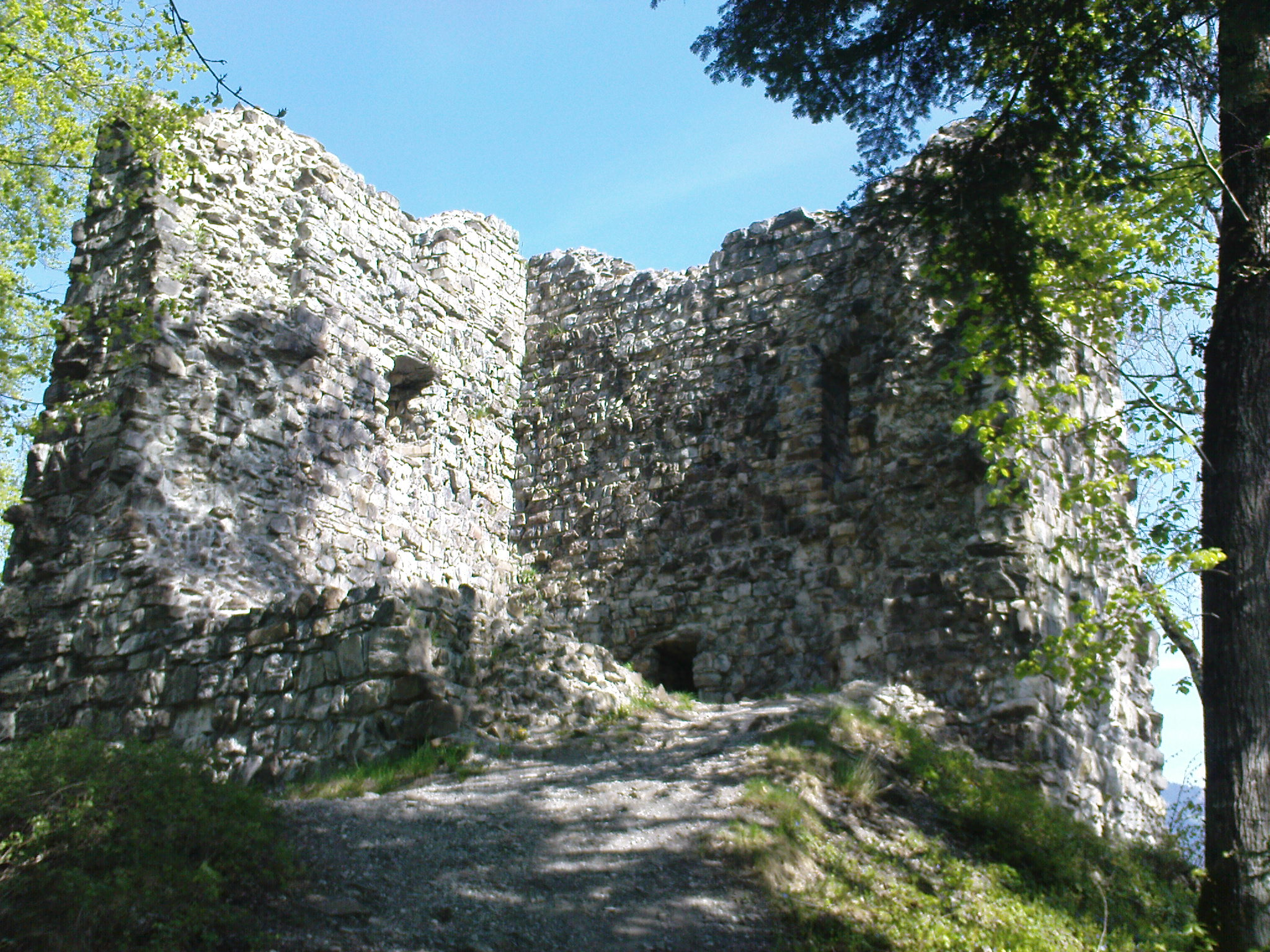
Ruine Ramschwag in Nenzing

Die Burg Welsch-Ramschwag wurde in den Jahren 1270 bis 1290 erbaut.
Einige Jahre später verkauften die Ramschwager die Burg und 1352 ging sie in den Besitz des Grafen Rudolf III. von Montfort-Feldkirch über.
Da die Bevölkerung damals rätoromanisch sprach, wurde sie zum Unterschied zur schweizerischen Alt- und Neu-Ramschwag «Welsch-Ramschwag» genannt.
Die Burg hatte jedoch keinen langen Bestand, denn aufgebrachte Walgauer Bauern zerstörten am Abend des 28. September 1405 im Appenzellerkrieg die Anlage. Nahezu gleichzeitig gingen auch die Burgen Jagdberg, Blumenegg und Rosenegg im Walgau in Flammen auf. Seither ist Welsch-Ramschwag eine Ruine.

### Burg Blatten in Oberriet

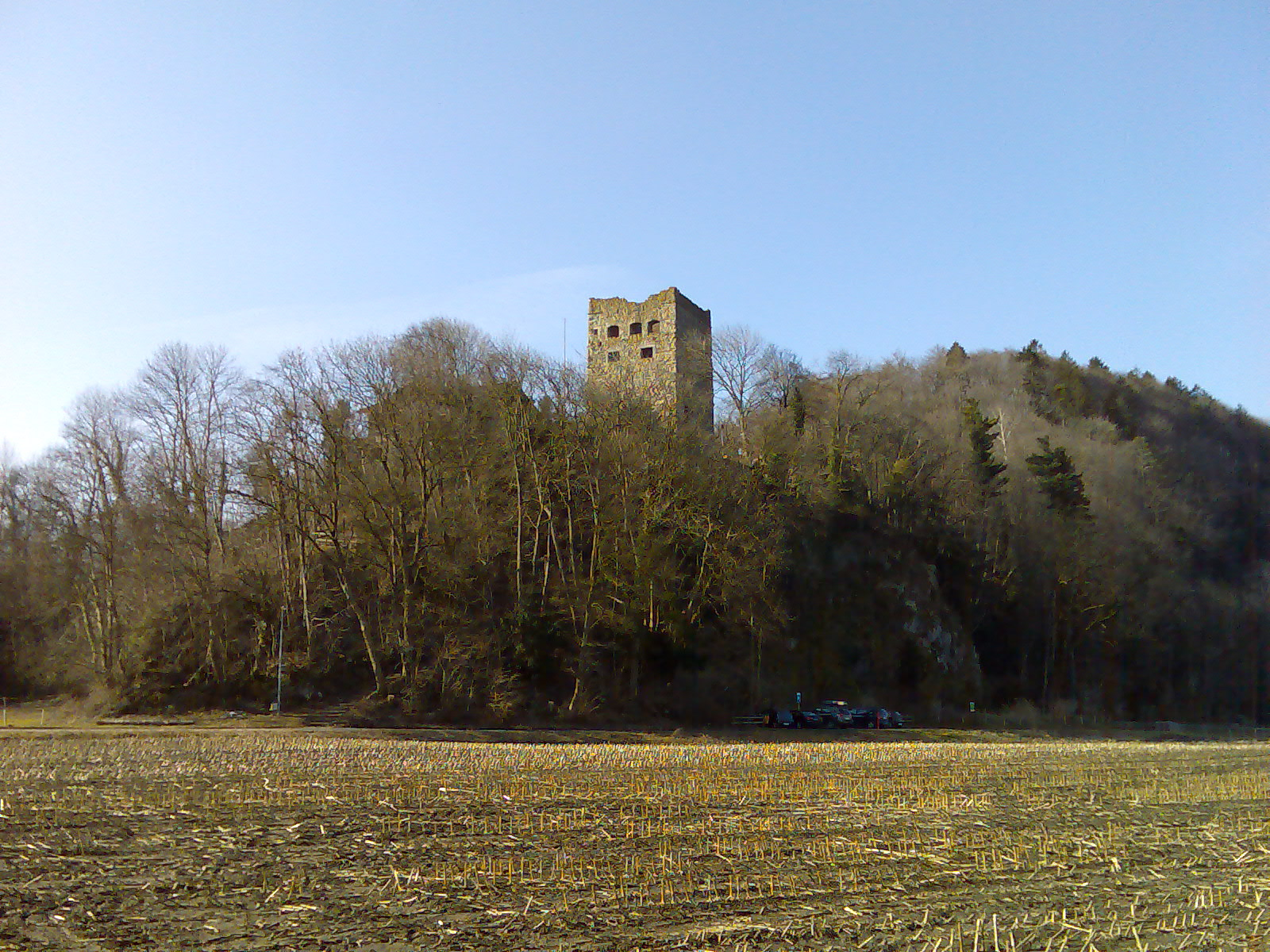
Burgruine Blatten

Die Burg Blatten wurde 1277 durch Abt Rumo von Ramstein an Ritter Ulrich von Ramschwag verpfändet.
Jener Zweig der Herren von Ramschwag, der sich nun auf Blatten niederliess, geriet im 14. Jahrhundert verschiedentlich in Konflikte mit dem Kloster St. Gallen. Diese dauerten auch nach 1400 an, als sich die Ritter mit den aufständischen Appenzellern zu arrangieren versuchten, während ihre Verwandten auf Seiten des Klosters kämpften.
Erste Konservierungsarbeiten am Mauerwerk der Burg wurden 1911 ausgeführt. 1977 folgte eine umfassende Sanierung des Wohnturms, 1985 die Instandstellung des Berings mit den Resten des Burgtors.

### Burg Gutenberg bei Balzers

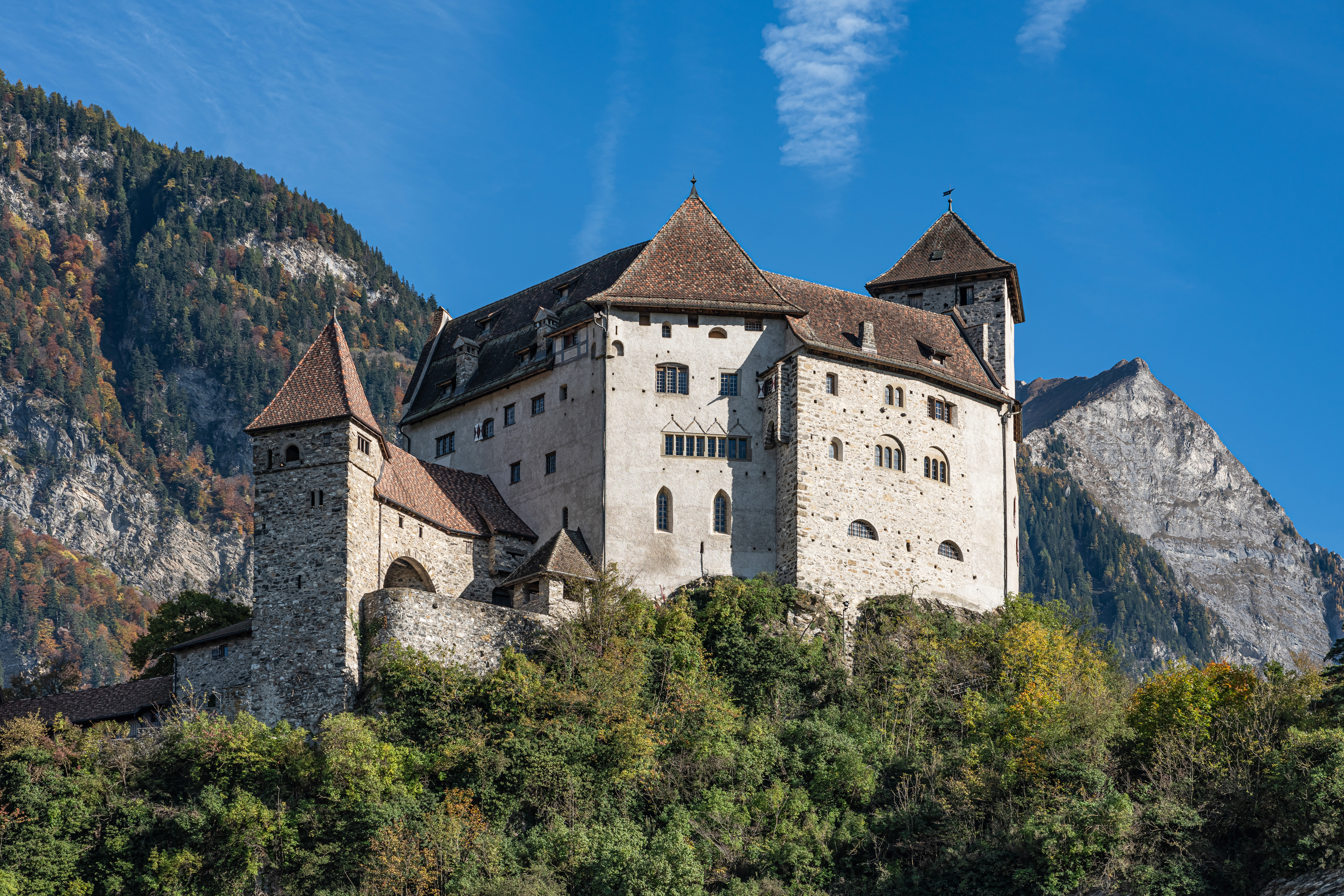
Burg Gutenberg

Die erste Balzner Dorfkirche samt umliegender Begräbnisstätte dürfte im Frühmittelalter auf der Zugangsseite mit einer starken Mauer gesichert gewesen sein. In der Folgezeit wurde die Anlage zur Burg Gutenberg umgestaltet.
Zur Zeit der Karolinger war das Gebiet um die Burg Gutenberg königliches Krongut. Dieses bestand aus je einem Hof in Palazoles (Balzers) und in Meilis (Mäls). Schon damals war die Burg Sitz der königlichen Lehensinhaber; und da zwei Herrschaftshöfe vorhanden waren, diente die Burg für beide und war in zwei Teile geteilt.
Diese Zweiteilung bestand auch noch Mitte des 13. Jahrhunderts, als die Herren von Frauenberg Inhaber der königlichen Fiskalgüter waren. Der bekannteste Spross seines Geschlechtes, Minnesänger Heinrich von Frauenberg nahm 1290 Wohnsitz auf Gutenberg. Wegen seiner den Habsburgern feindlich gesinnten Politik verlor der Frauenberger nach und nach die meisten Besitzungen. 1314 verkaufte er Gutenberg an die Habsburger, in deren Besitz sie bis 1824 verblieb.
Ulrich von Ramschwag, ein treuer Anhänger der Habsburger, belauerte die Burg Gutenberg und zwang sie 1309 zur Übergabe.
Ab 1461 blieben die Habsburger alleinige Besitzer und von 1470 bis 1746 übten die Herren von Ramschwag die Vogtei auf der Burg aus.
Nach 1750 verfiel die Burg und 1758 nahm die Gemeinde Balzers die Gutenberg-Güter in Pacht und kaufte sie schliesslich im Jahre 1824/1825. Die Gemeinde veräusserte den Burghügel mit der Burg 1854 an Fürstin Franziska da Paula von Liechtenstein.
Von 1906 bis 1910 verwirklichte der Liechtensteiner Architekt und Bildhauer Egon Rheinberger seinen Lebenstraum. Er baute die arg demolierte Burgruine zur heutigen Anlage aus.

### Schattenburg in Feldkirch

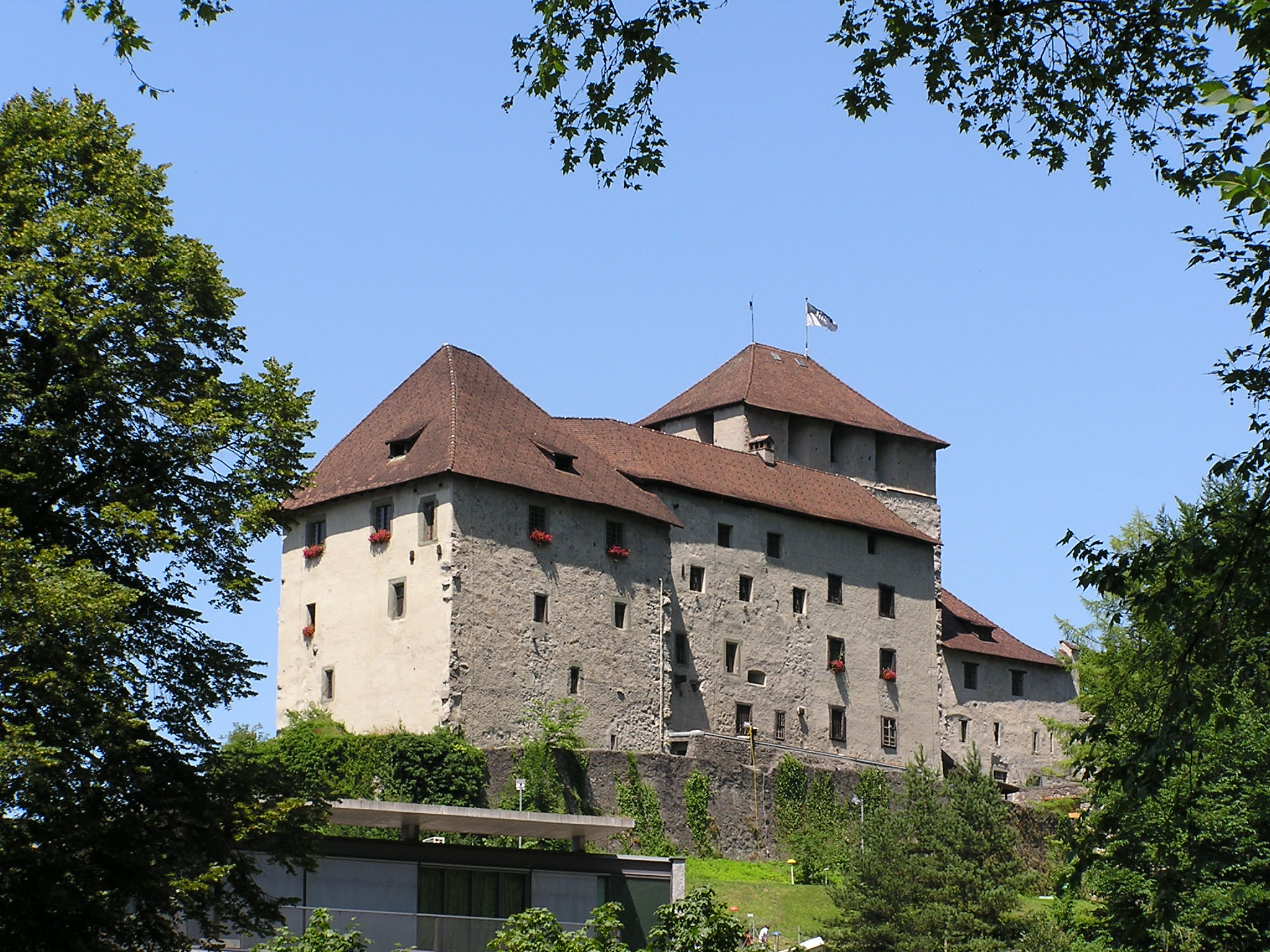
Schattenburg in Feldkirch

Die Schattenburg befindet sich oberhalb der Stadt Feldkirch in Vorarlberg und ist mit dieser durch die ehemalige Stadtmauer verbunden. Die hochmittelalterliche Burg stellt eine der besterhaltenen Burganlagen Mitteleuropas dar.
Erbaut wurde die Burg um 1200 von Graf Hugo I. von Montfort († 1228), dem Gründer der Stadt Feldkirch. Die Schattenburg war Stammsitz der Grafen von Montfort bis 1390.
Im Appenzeller Krieg von 1405/06 belagerten die verbündeten Schweizer und Feldkircher die Burg. Es gelang ihnen oberhalb der Anlage schwere Steinschleudern aufzustellen. Nach 18 Wochen musste Heinrich Walter von Ramschwag, der die Schattenburg mit 38 Mann verteidigte, aufgeben.

### Burg Kemnat bei Kaufbeuren
Die Herren von Ramschwag hielten die um 1185 errichtete Burg Kemnat bei Kaufbeuren in Bayern von 1280 bis 1373.
Im Zuge der Säkularisation der Klöster wurde die Burg im Jahr 1805 geschleift und heute ist nur noch ein Rest des Bergfrieds erhalten.